# サウリ・ニーニスト
サウリ・ヴァイナモ・ニーニスト（フィンランド語: Sauli Väinämö Niinistö、1948年8月24日 - ）は、フィンランドの政治家、弁護士。第12代フィンランド大統領、議会議長を歴任。

## 経歴
フィンランド南部サロ出身。郷里のサロで弁護士事務所を開業後、1977年にサロ市議会議員となり、政界入り。1987年にはフィンランド議会議員に当選する。
1994年に国民連合党議長に選出され、執行部入りする。1995年パーヴォ・リッポネン内閣の法務大臣として初入閣する。以後、財務大臣、副首相などを経て、2006年に国民連合党から大統領選挙に立候補し善戦した。2007年から2011年までフィンランド議会議長を務めた。2012年の大統領選挙に再び立候補し、2012年2月に緑の同盟のペッカ・ハーヴィスト元環境相を決選投票で破り、大統領に当選した。
2009年にフィンランドサッカー協会会長に就任した。2016年3月に来日。
2018年1月28日に行われた大統領選挙では62.7％の票を獲得し再選。
2019年10月21日に迎賓館赤坂離宮で安倍晋三内閣総理大臣と会談を行い、翌22日の即位礼正殿の儀に参列した。
2022年2月24日にロシア連邦によるウクライナへの全面侵攻を受け、サンナ・マリン首相とともに第2次世界大戦後の軍事的中立からNATO加盟という外交政策の歴史的な転換を主導した。
- ラトビアのソルヴィタ・アーボルティニャ国会議長と（2013年9月10日）
- ジョージアのサロメ・ズラビシュヴィリ大統領と（2019年9月23日）
- 米国のドナルド・トランプ大統領と（2019年10月2日）
- 左からフィンランドのアンティ・カイコネン国防相、スウェーデンのペーテル・フルトクヴィスト国防相、ニーニスト、スウェーデンのマグダレナ・アンデション首相、フィンランドのサンナ・マリン首相（2022年3月5日）
- サンナ・マリン首相と（2022年5月15日）
- 米国のジョー・バイデン大統領と、米ホワイトハウスで（2023年3月9日）

## 家族
1974年にマーヤ・リーナ・アランコと結婚。2男をもうけたが、マーヤ・リーナは1995年に自動車事故のため急逝した。
寡夫となったニーニストは、閣僚時期に、元ミス・フィンランドで国会議員のタニヤ・カルペラと交際するようになった。2003年に2人は婚約するが、2004年に破局している。
2005年、ニーニストはイェンニ・ハウキオ（1977年生）と出会った。彼女は当時国民連合党で働いており、雑誌Nykypäiväのためニーニストにインタビューしていた。2人は後に交際するようになるが、2009年1月3日に結婚するまで関係は公にされなかった。2011年、夫妻はレンヌというボストンテリア犬を飼い始め、以降レンヌはフィンランド・メディアのお気に入りとなった。2018年2月2日、夫妻には長男が誕生した。
2011年より緑の同盟代表を務めるヴィッレ・ニーニストの叔父に当たる。